# Ulrico I di Carniola
Ulrico I, chiamato anche Odalric o Udalrich, (... – 6 marzo 1070) fu margravio di Carniola dal 1045 alla morte, margravio d'Istria dal 1060 alla morte e conte di Weimar-Orlamünde dal 1067 alla morte.

## Biografia
Ulrico era il figlio del margravio Poppo I di Carniola, della stirpe dei conti di Weimar, che gli succedette nei titoli alla sua morte, avvenuta prima del 1044, e Hadamut, figlia del conte Werigand del Friuli e dell'Istria. 
Il 31 luglio 1064 il re Enrico IV di Germania donò terre in pago Histrie ... in comitatu Odalrici marchionis ("nel paese dell'Istria ... nella contea del margravio Ulrico") al prefato Odalrico marchioni ("il prefetto e margravio Ulrico"). Ancora una volta il 5 marzo 1067, Enrico donò terre in pago Istria in marcha Odalrici marchionis ("nel paese dell'Istria nella marca del margravio Ulrico"), questa volta alla chiesa di Frisinga. Ulrico alla sua morte è definito come Odalricus marchio Carentinorum ("Ulrico margravio dei Carinziani"). Fedele sostenitore della dinastia salica imperiale e appoggiato dai cognati ungheresi, Ulrico fu in grado di allargare il suo margraviato fino a Fiume, a discapito della resistenza dei patriarchi di Aquileia e della Repubblica di Venezia. 
Nel 1067 ereditò le contee di Weimar e di Orlamünde
Gli succedette nel margraviato di Carniola il figlio maggiore Poppo II di Carniola, mentre nel margraviato d'Istria gli successe Enrico V di Carinzia come Enrico I.

## Famiglia e figli
Ulrico sposò Sofia, la figlia del re Béla I d'Ungheria e della sua prima moglie, Richeza, sorella del duca polacco Casimiro I il Restauratore: in alternativa, è stato suggerito che fosse la figlia di Béla e della seconda moglie, Tuta di Formbach, e quindi una sorella del re Ladislao I d'Ungheria. Un'altra ipotesi alternativa la rende figlia di Tuta e del re Pietro Orseolo d'Ungheria, ma ciò sembra altamente improbabile. Sofia era stata promessa sposa al margravio Guglielmo di Meissen, ma, data la sua morte prematura nel 1062, sposò invece il nipote Ulrico. Sofia diede a Ulrico quattro figli: 
- Poppo II († 1098), suo successore come margravio di Carniola e margravio d'Istria dal 1096, sposò Riccarda, figlia del conte Engelberto di Sponheim;
- Ulrico II († 1112), successore del fratello maggiore, sposò Adelaide, figlia del lagravio Ludovico il Saltatore di Turingia;
- Riccarda, che sposò il conte Eccardo I di Scheyern e poi  si risposò con il fratello di quest'ultimo Ottone II;
- Adelaide, sposò di prime nozze Federico II, Domvogt di Ratisbona, figlio di Federico I, e in seconde nozze Udalschalk, conte nel Lurngau.

Successivamente la moglie si risposò con Magnus, duca di Sassonia, della dinastia dei Billunghi.